# Mike Paradinas
Michael Paradinas, noto anche con lo pseudonimo di μ-Ziq (Wimbledon, 26 settembre 1971), è un musicista britannico.
Autore di musica elettronica, ha utilizzato diversi pseudonimi nel corso della sua carriera.

## Carriera
Mike Paradinas è nato a Charing Cross e ha iniziato a suonare la tastiera all'inizio degli anni ottanta. In quel periodo ascoltava musica new wave di gruppi come The Human League, New Order e Heaven 17. Fece parte di qualche gruppo minore verso la metà del decennio; inoltre trascorse otto anni come tastierista del gruppo Blue Innocence. Durante questo periodo Mike registrava anche pezzi per conto suo utilizzando sia dei synth sia un registratore a quattro tracce.
I Blue Innocence si sciolsero nel 1992 dopo un'esibizione al "The Orange" di Londra; così Mike e il bassista, Francis Naughton, decisero di acquistare un sequencer software e registrare di nuovo alcuni dei brani composti in passato da Mike. Il risultato venne fatto ascoltare a Mark Pritchard e Tom Middleton, alias i Global Communication, che erano a capo della Evolution Records, e stava per essere pubblicato se non si fossero intromessi impegni ulteriori per Pritchard e Middleton che li costrinsero ad annullare l'accordo. Per fortuna di Mike, tuttavia, anche Richard David James, ovvero Aphex Twin, aveva ascoltato i brani: questi accettò senza esitazione di pubblicare la loro produzione sotto la Rephlex, label di sua proprietà, con il nome di μ-Ziq per il duo, e di Tango N' Vectif per l'album, uscito nel novembre del 1993.
Naughton abbandonò la collaborazione con Mike subito dopo, ma quest'ultimo continuò egregiamente il lavoro iniziato da solista: Bluff Limbo, album che seguiva la falsariga del primo apportando varie innovazioni dal punto di vista sia ritmico che timbrico (dovute probabilmente alla totale indipendenza acquisita dall'artista a partire da questa produzione), uscì in sole 1000 copie a metà del 1994 sotto la Rephlex. Una seconda edizione di ben più ampio spessore fu offerta, in ogni caso, due anni dopo, sempre dalla Rephlex di Aphex.
Dopo queste prime due esperienze a Mike fu offerto di firmare un contratto con la Virgin per un progetto di remix per il gruppo britpop The Auters: Mike portò a termine l'impresa, e ciò che ne venne fuori era - come tipico per i remix effettuati da musicisti di elettronica, specialmente inglesi, a metà degli anni novanta - del tutto diverso dal suono di partenza delle canzoni originali. Questo progetto portò quindi all'uscita dell'EP The Auters vs µ-Ziq, che non ebbe molta risonanza ma portò comunque la Virgin alla decisione di mettere Mike sotto contratto, dotandolo addirittura di una sotto-etichetta personale, la Planet Mu, da gestire per le proprie produzioni e per implementare quelle di artisti dediti al suo stesso genere e a lui affini. Nel 1998 poi Mike avrebbe fatto della Planet Mu una label indipendente di sua esclusiva proprietà, staccata dalla Virgin. Dal 1995 in poi, quindi, per Mike iniziò una frenetica produzione non solo come μ-Ziq, ma anche sotto altri varî pseudonimi (come prescritto da contratto): nel solo 1995 sfornò parecchî album con tre pseudonimi in meno di un anno. Prima uscì il suo primo singolo con il nome Tusken Raiders, sotto l'etichetta di musica neo-electro Clear, ad inizio anno; in secondo luogo la stessa Clear più avanti produsse anche il primo LP di Mike sotto altro nome, Jake Slazenger MakesARacket, sempre nel 1995. Nel caso di quest'ultima produzione, Mike si distanziò dagli influssi electro per dedicarsi per lo più ad una certa sonorità sintetica influenzata da una venatura di jazz-funk.
Mike ebbe varî altri pseudonimi durante quegli anni, come Gary Moscheles, ed anche una collaborazione diretta con colui che l'aveva lanciato, Aphex Twin, assieme al quale produsse Expert Knob Twiddlers, uscito con il nome di Mike & Rich.
Un cambiamento abbastanza vistoso nella scelta del sottogenere di musica elettronica da lui prediletto e sviluppato - come già in precedenza da parte sua, con decisa originalità - si verificò dal 1997 in poi, in un percorso che già dal precedente In Pine Effect avrebbe trovato il suo compimento ciclico in Bilious Paths, uscito nel 2003. In queste produzioni, eccezion fatta in parte per qualche track di Royal Astronomy, più tradizionale e basata sull'emulazione di strumentazioni analogiche (donde il consistente flop di tale album), Mike ha spostato decisamente la propria sfera di produzione sonora sulla Drum and bass, sulla Jungle e sull'elettronica più sperimentale, lasciando da parte la IDM, l'ambient techno e l'electro caratteristiche delle sue prime produzioni (e questo vale anche per Royal Astronomy). Così, sotto questi tratti caratteristici, sono usciti i tre album principali della sua ultima produzione (come μ-Ziq sotto l'etichetta Astralwerks della Virgin): In Pine Effect nel 1995 (che era più un preambolo a ciò che si sarebbe sviluppato meglio dopo), Lunatic Harness nel 1997, Bilious Paths nel 2003 (sotto la Planet Mu indipendente). Royal Astronomy invece è del 1999, uscito anch'esso sotto la Astralwerks. Il concetto di ciclicità nella scelta della Jungle e della Drum'n'bass.
In ogni caso, il cambiamento di rotta di Mike proprio del periodo di fine millennio era stato già adottato anche da altri artisti, come Squarepusher e lo stesso Aphex Twin. Tra l'altro la pausa si spiega anche perché, come da lui stesso dichiarato, si è voluto dedicare a tempo pieno alla gestione della sua label e alla promozione degli artisti emergenti che, ad oggi, l'hanno resa una delle più importanti del genere. Essa ospita le produzioni di artisti originali e innovativi nel campo dell'elettronica, tra cui Venetian Snares e Luke Vibert.
Il 30 luglio 2007 è uscito l'album Duntisbourne Abbots Soulmate Devastation Technique, caratterizzato dal ritorno ad uno stile più simile a quello dei primi album, con l'abbandono della Drum'n'bass a favore di sonorità ambient techno in un contesto IDM.

## Discografia

### Come μ-Ziq
Album
- Tango N' Vectif (1993)
- Bluff Limbo (1994)
- In Pine Effect (1995)
- Lunatic Harness (1997)
- Royal Astronomy (1999)
- Bilious Paths (2003)
- Duntisbourne Abbots Soulmate Devastation Technique (2007)
- Chewed Corners (2013)
- XTLP (2015)
- Aberystwyth Marine (2016)
- RY30 Trax (2017)
- Challenge Me Foolish (2018)
- Scurlage (2021)
- Secret Garden (2021)
- Magic Pony Ride (2022)

EP & Singoli
- PHI*1700 [U/V] (1994)
- The Auteurs vs μ-Ziq (1994)
- Salsa With Mesquite (1995)
- Lunatic Harness (1997)
- My Little Beautiful (1997)
- Brace Yourself (1998)
- The Fear (1999)
- Ease Up (2005)

### Come Tusken Raiders / Rude Ass Tinker
- Bantha Trax (1995)
- Bantha Trax Vol. 2 (1999)
- The Motorbike Track (1999)
- Imperial Break (2001)

### Come Jake Slazenger
- Makesaracket (1995)
- Megaphonk (1995)
- Nautilus (1996)
- Das Ist Ein Groovybeat, Ja? (1996)
- Pewter Dragon (2006)

### Come Kid Spatula
- Spatula Freak (1995)
- Full Sunken Breaks (2000)
- Meast (2004)

### Come Gary Moscheles
- Shaped to Make Your Life Easier (1996)

### Collaborazioni

#### Diesel M (con Marco Jerrentrup)
- M for Multiple (1993)
- M for Mangoes (1995)

#### Mike & Rich (con Aphex Twin)
- Expert Knob Twiddlers  (1996)

#### Slag Boom Van Loon (con Speedy J aka Jochem Paap)
- Slag Boom Van Loon (1998)
- So Soon (2001)